# Outram Bangs
Outram Bangs (Watertown, 12 de janeiro de 1863 – Wareham, 22 de setembro de 1932) foi um zoólogo dos Estados Unidos.

## Biografia
Bangs nasceu em Watertown, Massachusetts, como o segundo filho de Edward e Annie Outram (Hodgkinson) Bangs. Ele estudou em Harvard de 1880 a 1884 e tornou-se Curador de Mamíferos no Museu de Zoologia Comparativa de Harvard em 1900. 
Ele visitou a Jamaica em 1906 e coletou mais de 100 pássaros lá, mas sua viagem foi interrompida pela dengue. Sua coleção de mais de 10 000 peles de mamíferos e crânios, incluindo mais de 100 tipos de espécimes, foi apresentada ao Harvard College em 1899. Em 1908, sua coleção de mais de 24 000 peles de pássaros foi apresentada ao Museu de Zoologia Comparada, e ele passou a aumentá-la. Em 1925 ele foi para a Europa, visitando museus e ornitólogos e organizando intercâmbios científicos. Ele escreveu mais de 70 livros e artigos, 55 deles sobre mamíferos ... 
Ele morreu em sua casa de verão em Wareham, Massachusetts.

## Trabalhos
- The Florida Deer Proceedings of the Biological Society of Washington 10:25–28 (1896)
- The hummingbirds of the Santa Marta Region of Colombia American Ornithologists' Union, New York (1899)
- The Florida Puma Proceedings of the Biological Society of Washington 13:15–17. (1899)
- The Mammals and Birds of the Pearl Islands, Bay of Panama Harvard University Museum of Comparative Zoology, Bulletin 46 (8) : 137–160 (1905) with John Eliot Thayer
- Notes on the Birds and Mammals of the Arctic Coast of East Siberia New England Zoological Club, Proceedings, 5 : 1–66 (1914) with Glover Morrill Allen and J. E. Thayer
- A Collection of Birds from the Cayman Islands Harvard University Museum of Comparative Zoology, Bulletin 60:301–320 (1916)